# Протесты против строительства нефтепровода Dakota Access
Протесты против строительства трубопровода Dakota Access, также известные под хештегом #NoDAPL — это местное движение, которое началось в начале 2016 года в ответ на утверждение строительства трубопровода Dakota Access компанией Energy Transfer Partners на севере США. Трубопровод был спроектирован, чтобы проходить от нефтяных месторождений Баккен в западной части Северной Дакоты до южного Иллинойса, пересекая реки Миссури и Миссисипи, а также под частью озера Оахе возле индейской резервации Стэндинг-Рок. Многие в племени Стэндинг-Рок считают, что трубопровод и его предполагаемое пересечение реки Миссури, представляет угрозу для чистой воды в регионе и для древних могильников. В апреле старейшина народа сиу в Стэндинг-Рок ЛаДонна Брэйв Булл Аллард создала лагерь в качестве центра для сохранения культуры и духовного сопротивления трубопроводу; в течение лета лагерь вырос до тысячи человек.
Инженерный корпус сухопутных войск США провел ограниченный обзор маршрута и не нашел значительного влияния, но в марте и апреле 2016 года Агентство по охране окружающей среды, Министерство внутренних дел и совет по охране исторического наследия попросил инженерный корпус сухопутных войск проведения официальной оценки воздействия на окружающую среду и издать отчет об экологических последствиях. Племя сиу из Стэндинг-Рок подало иск против инженерного корпуса в июле, но ходатайство было отклонено в сентябре 2016 года.
Эти протесты привлекли внимание международного сообщества и, как утверждается, «переформировали национальный диалог по любому экологическому проекту, который пересекает землю коренных американцев». В сентябре 2016 года строительные работники снесли участок земли, который племя считало священной землей, а когда протестующие вошли на территорию сотрудники по вопросам безопасности использовали служебных собак, которые покусали не менее шести протестующих и одну лошадь. Инцидент был заснят и просматривался несколькими миллионами человек на YouTube и в других социальных сетях. В конце октября вооруженные солдаты и полицейские в защитном снаряжении и с военной техникой очистили лагерь, который был прямо на пути предлагаемого трубопровода.
В конце ноября 2016 года многие новые участники присоединились к протесту; колебания числа протестующих оставались в тысячах. Полиция использовавшая водяные пушки на протестующих в морозную погоду обратила значительное внимание СМИ. 4 декабря при администрации президента Барака Обамы инженерный корпус сухопутных войск США отказался от сервитута для строительства трубопровода под рекой Миссури. Оценка воздействия на окружающую среду должна была проводиться армейским корпусом, но многие протестующие продолжали оставаться в лагере, не считая, что дело закрыто. 24 января 2017 года президент Дональд Трамп подписал указ о том, чтобы ускорить строительство трубопровода в соответствии с «постановлениями и условиями, подлежащими согласованию». Этот указ ускорил бы проведение экологической экспертизы, которую Трамп назвал «невероятно громоздкой, долгой и с ужасным процессом выдачи разрешений».. 1 июня 2017 года было сообщено, что по трубопроводу начались коммерческие поставки нефти.

## Предпосылки
Трубопровод Dakota Access — это часть проекта трубопровода Баккен, являющимся 1886 километровым (1172 миль) проектом подземного нефтепровода в США. Трубопровод планируется ООО Dakota Access, дочерней компании корпорации Energy Transfer Partners из Далласа, штат Техас. Он начинается в нефтяных месторождениях Баккен на северо-западе Северной Дакоты и прокладывается по более или менее прямой линии на юго-восток, через Южную Дакоту и Айову, а заканчивается на нефтебазе вблизи деревни Патока, штат Иллинойс. Маршрут трубопровода через реку Миссури возле города Бисмарк был отвергнут из-за его близости для муниципальных водных источников, жилых районов; и дорог, водно-болотных и водных путей. Маршрут у Бисмарка также был бы на 18 км (11 миль) длиннее.
Альтернатива, выбранная инженерным корпусом проходит под рекой Миссури в 800 метрах (полмили) от индейской резервации Стэндинг-Рок. Разлив может иметь серьезное негативное воздействие для вод, на которые полагается племя и отдельные лица в этом районе. Используя общенациональный разрешающий 12 процесс, который рассматривает нефтепровод как серию небольших строительных площадок, нефтепроводу было предоставлено освобождение от экологической экспертизы, предусмотренного в Законе о чистой воде и в Законе о национальной политике в области окружающей среды. Согласно судебным документам, трубопровод должен быть проложен на 1 января 2017 года. Маршрут трубопровода Dakota Access, по завершении будет прокладываться за пределами индейской резервации Стэндинг-Рок, в нескольких километрах к северу, не посягая на индейские земли.
Ссылаясь на потенциальные последствия для коренных племен, в особенности на племя сиу из Стэндинг-Рок, в марте и апреле 2016 года агентство по охране окружающей среды (АООС), министерства природных ресурсов (МПР) и Консультативный совет по сохранению исторических памятников обратились к Инженерному корпусу сухопутных войск США с просьбой провести официальную оценку воздействия на окружающую среду и издать заявление об экологическом воздействии (ЗЭВ).
Отметив, что водопроводная система, обслуживающая Форт Йетс, находится на расстоянии всего 16 км (10 миль) вниз по течению от места пересечения трубопровода в озере Оахе и реке Миссури, АООС рекомендовала корпусу армии пересмотреть свою экологическую оценку и открыть второй период общественного обсуждения. «Исходя из нашего более глубокого понимания параметров проекта, мы также рекомендуем ответить на дополнительные вопросы в отношении касающихся экологической справедливости и мер реагирования на чрезвычайные ситуации при разливах/утечках.»
МПР также выразили обеспокоенность по поводу близости трубопровода к источнику воды племени:
Путь прокладки 12-30-дюймового нефтепровода в непосредственной близости и перед резервацией вызывает серьезную озабоченность у департамента. При основании постоянной родины племени сиу в Стэндинг-Рок, США зарезервировала воды достаточного количества и качества для целей резервации. Департамент сохраняет больше чем 800000 акров земли для племени, на которое может повлиять утечка или разлив. Кроме того разлив может повлиять на воды для питья и других целей, от которых зависят племена и отдельные члены племен, проживающих в этом районе. Мы считаем, что, если текущий маршрут трубопровода вдоль края резервации остается вариантом, то потенциальное воздействие на целевые ресурсы в данной конкретной ситуации требует полного анализа и раскрытия потенциального воздействия путем подготовки [заявления об экологических последствиях].
По состоянию на сентябрь министерство юстиции США получило более чем 33000 петиций для рассмотрения всех разрешений и назначило полную экспертизу экологических последствий проекта.

## Sacred Stone Camp
Sacred Stone Camp был основан 1 апреля 2016 года специалистом по сохранению исторического наследия Стэндинг-Рок Ладонной Брейв Булл Аллард, как центр сохранения культурного наследия и духовного сопротивления строительству трубопровода Dakota Access. Весной и в начале 2016 года Аллард и другие лидеры коренных народов сосредоточили свое внимание на информационно-пропагандистской деятельности в средствах массовой информации, в результате чего племенные делегации и отдельные лица приходили к ним со всей страны и, в конечном счете, мира. По мере того, как численность выросла до пределов того, которые могут поддерживать земли Аллард, неподалеку был создан лагерь переполнения, который был известен как лагерь Očhéthi Šakówiŋ (название на языке Lakȟótiyapi (силуанский язык) для великого народа сиу или семь советов по пожарам). В сентябре Аллард сказала:
Из 380 археологических памятников, которые сталкиваются с осквернением вдоль маршрута всего трубопровода из Северной Дакоты в Иллинойс 26 из них находятся прямо здесь, на стыке этих двух рек. Это историческая торговая земля, место, которое было священно не только для народов сиу, но и арикара, мандан и северным шайеннам…
Правительство США стирает нас в наиболее важных культурных и духовных областях. И когда оно стирает наши следы из мира, оно стирает нас как людей. Эти места должны быть защищены, или наш мир закончится, это так просто. Наша молодежь имеет право знать, кто они. Они имеют право на язык, культуру, традиции. Они узнают эти вещи через родство с нашей землей и нашей историей.

Если мы позволим нефтяной компании раскопать и уничтожить нашу историю, наших предков, сердца и души как народа, это ли не геноцид?
К концу сентября NBC News сообщил, что члены более чем 300 федерально признанных коренных американских племен разместились в трех основных лагерях, по оценкам примерно от 3000 до 4000 сторонников сопротивления трубопроводу. На несколько тысяч больше собирались в лагерях по выходным дням. По мере приближения зимы цифры росли меньше, но протестующие были утеплены и готовы на неопределенный срок пребывания. По состоянию на 24 октября был организован другой лагерь, называемый «Зимний лагерь», располагаемый непосредственно на пути предлагаемого трубопровода на собственности, недавно приобретенной Energy Transfer Partners. Ссылаясь на суверенное право на национализацию частной собственности, американских индейцев протестующие заявили, что земля справедливо принадлежит им по договору в Форте Ларами (1851 года). Хотя первоначальная территория, согласованная в договоре, впоследствии была разбита на более мелкие резервации, договор никогда не был аннулирован и в настоящее время рассматривается как закон. 27 октября вооруженные солдаты и полиция в ходе беспорядков разогнала протестующих из нового лагеря.

## Протесты
В сентябре 2014 года член совета племени сиу из Стэндинг-Рок (ПССР) Дэйв Аршамбо II провел первое информационное совещание между ПССР и представителями трубопровода Dakota Access. В начале заседания Аршамбо указал, что племя выступает против проекта в рамках договорных границ, заявив: «Так вам известно только о том: что что-то племя не поддерживает.» Дополнительно представители ПССР выразили несогласие и обеспокоенность по поводу трубопровода.
Протесты по трубопроводу были зарегистрированы еще в октябре 2014 года, когда община Айовы и активисты по охране окружающей среды представили 2,300 петиций губернатору Айовы Терри Бранстаду, с просьбой подписать государственный исполнительный приказ, чтобы остановить его. Представители народов сауков и фоксов на реке Миссисипи в Айове (племя фоксы) также выступили против маршрута и официально заявили о своем возражении в начале 2015 года. В письме совету по коммунальному хозяйству Айовы председатель племени Джудит Бендер написал:
«Как народ, живущий в Северной Америке в течение тысяч лет, у нас есть экологические проблемы, касающиеся земли и питьевой воды… Наша главная проблема состоит в том, что водоносные горизонты Айовы могут быть значительно повреждены. И только одна ошибка и жизнь в Айове изменится на следующие тысячи лет. Мы считаем, что должны быть защищены, потому что эта вода дает Айове лучший образ жизни.»
Племена также обеспокоены ущербом, нанесенным местам обитания дикой природы и святым местам. Члены племен входили в число тех, кто выступал против трубопровода Keystone XL, и выразили озабоченность, что трубопровод Dakota Access может использоваться в качестве замены если трубопровод Keystone XL не построен.
В июле 2016 молодежь из индейской резервации Стэндинг-Рок создала группу под названием «Уважай нашу воду» и организовала духовные бега через страну из Северной Дакоты в Вашингтон, округ Колумбия, чтобы представить петицию в знак протеста против строительства трубопровода Dakota Access. По прибытии они доставили петицию инженерному корпусу сухопутных войск США. Племя подало в суд для судебного запрета на том основании, что инженерный корпус сухопутных войск США не провел надлежащего исследования экологического и культурного воздействия. Протесты обострились на участке трубопровода в Северной Дакоте, при этом численность населения увеличилась от всего лишь горстки людей до сотен, а затем тысяч за лето.
Племя сиу из Стэндинг-Рок считает, что трубопровод поставит под угрозу реку Миссури, источник воды для резервации. Они указывают на два недавних разлива, разлив нефтепровода 2010 года в реку Каламазу в Мичигане, очистка от значительного оставшегося заражения которого стоила более миллиарда, и в 2015 году разлив сырой нефти из месторождения Баккен в реку Йеллоустон в Монтане. Племя также обеспокоено тем, что маршрут трубопровода может быть проложен через священные места племени сиу. В августе 2016 года были проведены акции протеста, в результате чего часть нефтепровода была остановлена недалеко Кэннон Болл, Северная Дакота. Мирный протест продолжался и привлекал представителей коренных народов Северной Америки, а также других сторонников. Ряд запланированных арестов произошел, когда люди приковались к тяжелым машинам.
23 августа племя сиу из Стэндинг-Рок выпустило список из 87 племенных правительств, которые написали резолюции, обращения и письма поддержки, заявляя о своей солидарности со Стэндинг-Рок и народом Сиу. С тех пор многие другие организации коренных американцев, политики, экологические группы и группы гражданских прав присоединились к борьбе в Северной Дакоте, включая движение «Черные жизни важны», лидеров коренных народов бассейна реки Амазонки из Южной Америки, сенатора Вермонта Берни Сандерса, кандидата в президенты «Зеленой партии» в 2016 году Джилл Стайна и многих других. The Washington Post назвала это «национальным движением для коренных американцев.» По состоянию на сентябрь этот протест был самым большим собранием коренных американцев за более чем 100 лет.

### Охранные фирмы используют собак и перечный спрей против протестующих
3 сентября 2016 г., в выходной день труда, Dakota Access привлекли частную охранную фирму, когда компания использовала бульдозеры выкапывают часть маршрута трубопровода, содержащий возможные местные могилы и захоронения артефактов; Это подлежало рассмотрению в ожидании ходатайства о вынесении судебного решения. Бульдозеры прибыли в течение дня после того, как племя подало судебный иск. Бульдозеры Energy Transfer вырыли 2 мили (3200 м) длиной и 150 футов (45 м) шириной канал через оспариваемый район.
Когда безоружные демонстранты пересекли периметровое ограждение, чтобы остановить бульдозеры, охранники использовали перцовые баллончики и сторожевых собак для атаки. По меньшей мере шесть демонстрантов обратились за лечением укусов собак и около 30 были опрысканы перцовым спреем до того как охранники и их собаки покинули место происшествия на грузовиках. Женщина, которая принимала участие в этом инциденте заявила, что «Полицейские смотрели на все это с вершины холмов. Казалось, они пытались спровоцировать нас на насилие, когда мы были мирными.» Инцидент был снят Эми Гудман и командой из Democracy Now! Кадры показывают несколько людей с собачьими укусами и собак с кровью на намордниках.
Питомник Frost Kennels из Хартвилла, штат Огайо, признал, что они участвовали в этом инциденте 3 сентября. Исполнительный директор частного детективного и охранного предприятия Джефф Даттон заявил, что питомник Frost Kennels и ее владелец Боб Фрост не были лицензированы штатом Огайо для обеспечения безопасности или применения сторожевых собак. Шериф округа Мортон Кайл Кирхмейер сказал, что они расследуют с обеих сторон в этом инциденте, включая раны, нанесенные собаками, и что они не знали об использовании собак до тех пор, пока не был сделан звонок 9-1-1. На вопрос о том, почему представители полиции округа, которые видели инцидент, не вмешались, Кирхмейер ответил, что главной задачей агентства является безопасность для всех, включая полицейских, и сказал:
Любое предположение о том, что сегодняшнее мероприятие было мирным протестом, является ложным. Это было больше похоже бунт, чем на протест. Лица, перешли на частную собственность и приставали к сотрудникам частных охранных служб с деревянными столбиками и флагштоками. Агрессия и насилие, представленные здесь сегодня являются незаконными и не должны повторяться. Хотя на месте происшествия не было произведено никаких арестов, мы активно расследуем инцидент и отдельных лиц, которые организовали и участвовали в этом незаконном мероприятии.
После просмотра видеозаписи нападения, консультант правоохранительных органов, который обучает полицейских собак, назвал это «абсолютно ужасным» и «достойным осуждения». «Нападение с укусами собак и удержание на краю поводка для запугивания, угроз и предупреждения преступности не уместны.» [53] Бывший офицер К-9 из департамента полиции Гранд-Форкс, который сейчас владеет охранной фирмой, использующей собак для обнаружения наркотиков, сказал: «Это напомнило мне о движении за гражданские права в 60-х годах. Я не думаю, что это было целесообразно. Они были ошеломлены и это не было подобающим использованием собак.»[53]
Американский союз защиты гражданских свобод в Северной Дакоте выступил против использования собак и перцового спрея и попросил государственных чиновников «относиться ко всем справедливо и одинаково.» Выступая 4 сентября, активист народа оджибве и бывший кандидат в вице президенты от «Партии зеленых» Уайнона Ладьюк сказала, что «чиновники Северной Дакоты на самом деле находятся в постели с нефтяной промышленностью и поэтому они делают вид, будто ничего не замечают.»

### Громкие аресты
11 — 12 августа 18 человек были арестованы, по словам Кирхмейера, включая племенного председателя из Стэндинг-Рок Давида Аршамбо II, который был обвинен в хулиганстве. Вместе с племенным советом Аршамбо подал в суд на инженерный корпус сухопутных войск за несколько дней до своего ареста. Он сам подал в суд 16 августа на ООО Dakota Access, которые запрашивали «запретительные судебные приказы и неустановленный денежный ущерб».
7 сентября в округе Мортон был выдан ордер на арест кандидату в президенты «партии зеленых» Джилл Стайн и её соседу по избирательному списку Аджаму Бараке, по обвинению в преступном посягательстве и преступном причинения ущерба. Стайн написала баллончиком «Я одобряю это послание», а Барака написал слово «деколонизация» на бульдозере.
8 сентября округом Мортон был выдан ордер на арест журналиста Эми Гудман. Её обвинили в преступном нарушении, связанным со съемкой 3 сентября. Прокурор Лэдд Эриксон сказал, что Гудман была как протестующий, потому что она уделяла время только протестующим. В ответ на похвалу Эриксон, Мэтт Тайбби написал «Прокурор, который арестовывает репортера, потому что не считает, что она „сбалансирована“, по существу говорит будущим журналистам, какими должны быть их истории, чтобы избежать ареста. Это абсолютно предосудительно и по антиамерикански».
1 октября канадский журналист Эд У, назначенный канадской телерадиовещательной корпорацией для освещения протестов, был задержан на американской границе на шесть часов, а его сотовые телефоны и другие электронные устройства конфисковали. У в конце концов было отказано во въезде в США без объяснения причин. Американский союз гражданских свобод обратился с просьбой о том, чтобы любые данные, собранные с электронных устройств У, были уничтожены и чтобы ему были даны заверения в том, что он не будет подвергаться преследованию.
Выступая 5 октября, председатель племени Стэндинг-Рок Давид Аршамбо II заявил, что начиная с этой даты 135 демонстрантов против трубопровода были арестованы. Аршамбо также сказал, что сотрудники правоохранительных органов «повышают опасность», используя средства борьбы с беспорядками. Утверждая что «противостоя мужчинам, женщинам и детям, в то время как их снаряжение более приспособлено для боя, является несоразмерной реакцией», организация «Международная амнистия» также выразила озабоченность по поводу военизированной реакции на протестующих.
13 октября Гудман объявил о своем намерении выдать себя в центр исправительных учреждений города Мандан, округа Мортон в понедельник 17 октября, чтобы предстать перед обвинением в беспорядках. (хотя первоначально ей было предъявлено обвинение в преступном нарушении, обвинитель заявил, что существуют «правовые вопросы с доказательством уведомления требований о незаконном проникновении в законодательстве»). Она заявила, что будет бороться с обвинениями против её в качестве нарушения первой поправки. Комитет по защите журналистов, ассоциация газет Северной Дакоты, американский союз гражданских свобод в Северной Дакоте, и фонд свободной прессы все выразили озабоченность в связи с созданием проблем для свободы прессы.
17 октября окружной судья Джон Гринштейнер не нашел возможных причин для нескольких обвинений в беспорядках, в том числе возбужденных против Гудман. После решения судьи Кирхмейер подтвердил, что незаконное проникновение приведет к аресту, в то время как государственный прокурор заявил, что расследование будет оставаться открытым в ожидании новых доказательств.

### Заявления о жестоком обращении
По состоянию на середину октября было более 140 арестов. Некоторые протестующие, арестованные за мелкие правонарушения и доставленные в тюрьму округа Мортон, сообщили, что считают обращение с ними жестоким и ненормальным. Сара Джумпин Игл, врач резервации сиу в Стэндинг-Рок, должна была снять всю свою одежду и «присесть на корточки и покашлять» когда она была арестована за нарушение общественного порядка. В другом таком случае Ладонна Брейв Булл Аллард, основавшая Sacred Stone Camp, говорила, что когда её дочь была арестована и взята под стражу, она была «обыскана с раздеванием перед несколькими офицерами-мужчинами, а затем часами находилась в своей камере, обнаженной и замерзающей». Коди Холл из резервации Шайенн-Ривер в Южной Дакоте также сообщил, что они обыскивали с раздеванием. Он содержался под стражей в течение четырех дней без залога, а затем был обвинён в двух преступлениях небольшой тяжести.
Актриса Шайлин Вудли, арестованная 10 октября вместе с 27 другими, также сказала, что её обыскали с раздеванием, добавив: «Никогда бы не передумала, что, пытаясь защитить чистую воду, пытаясь обеспечить будущее, где наши дети имеют доступ к элементу, имеющему жизненно важное значение для выживания, я буду обыскана с раздеванием. Я была просто шокирована.» Организация «Международная амнистия» высказалась против использования обыска с раздеванием и заявила, что направила письмо в департамент шерифа округа Мортон, выражая озабоченность по поводу степени применения силы против людей, принимающих участие в протестах. Они направили делегацию наблюдателей за соблюдением прав человека для наблюдения за реакцией правоохранительных органов на протесты.

### Движения полиции для очистки лагеря
27 октября полиция из нескольких учреждений, включая государственных сотрудников полиции штата Северная Дакота, национальной гвардии и других правоохранительных органов из соседних штатов, начала интенсивную операцию по очистке лагеря протестующих и блокад вдоль автострады 1806. Департамент шерифа округа Мортон заявил следующее: На этих выходных протестующие обострили противозаконное поведение, создав незаконные блокпосты, проникнув на частную собственность и создав лагерь, что заставило правоохранительные органы отреагировать на это. Я не могу достаточно акцентировать на этом, это вопрос общественной безопасности. Мы не можем позволять протестующим блокировать дороги штата, блокировать государственные автомагистрали или проникать на частную собственность."
Журналист из газеты Seattle Times, присутствующий на столкновении, назвала его «страшным». В программе PBS Newshour она сказала, что провела прошлую ночью в лагере «с членами племени, которые пели свои песни смерти. Я хочу сказать, что они были очень обеспокоены возможным насилием. А кто не будет? Вы видели, как правоохранительные органы из шести штатов были укомплектованы, бронетранспортерами, несколькими сотнями сотрудников правоохранительных органов с шумовыми гранатами, слезоточивым газом, тайзерами и дубинками. И они использовали все это. Я хочу сказать, на это было страшно смотреть.» Она рассказала, что противостояние завершилась на следующий день, и заявила, что «сотрудники правоохранительных органов продвинулись не более чем на 100 ярдов (91,4 метра) с пятью бронетранспортерами, расположенными бок о бок, и сотнями сотрудников правоохранительных органов двигающимися за ними. И наконец вышел старейшина, чтобы фактически пройти между двумя рядами, встать там, лицом к своему народу и сказать: „Идите домой. Мы здесь, чтобы бороться с трубопроводом, а не с этими людьми, и мы можем выиграть только с молитвой.'“
В ответ на конфронтацию 28 октября организация „Международная амнистия“ опубликовала пресс-релиз, в котором, в частности, говорилось: „Эти люди не должны рассматриваться как враг. Полиция должна поддерживать мир, с использованием минимальной силы в соответствующей ситуации. Противостояние с мужчинами, женщинами и детьми, в то время как одеты в снаряжение больше подходящего для боя, является несоразмерным ответом. В соответствии с международными правами и нормами аресты не должны использоваться для запугивания или недопущения участия людей в мирных собраний.“
Основатель движения „Чёрные жизни важны“ Алисия Гарза сравнивала агрессивные действия полиции с обращением с организаторами противостояния в природном заповеднике в Орегоне (оправдаными по федеральным обвинениям в тот же день, как и рейд полиции в лагерь), заявила: „Если вы белые, то вы можете занять федеральную собственность… и быть признанными невиновными. Без слезоточивого газа, без танков, без резиновых пуль… Но если вы коренное население и боритесь за защиту своей земли и воды, от которых вы зависите, чтобы выжить, вы получаете слезоточивый газ, молчание средств массовой информации, танки и всё такое.“

### Протестующие двигаются чтобы очистить заблокированный мост, а полиция реагирует
Вечером 20 ноября протестующие попытались открыть мост Backwater Bridge на автомагистрали 1806, который был заблокирован с 27 октября. Мост находится примерно в миле (1600 м) к югу от места где разработчик трубопровода планирует бурить. По данным департамента шерифа мост был закрыт по соображениям безопасности „из-за ущерба, причиненного несколькими пожарами 27 октября которые устроили протестующие“. Но протестующие считают, что полиция использует закрытие моста, чтобы „запереть [их]“, и говорит, что блокада препятствует доступу транспортных средство аварийной службы с севера.
По сообщениям СМИ, полиция начала атаку на протестующих с водяными пушками в погоду с температурой 28 °F (−2 °C), а также со слезоточивым газом, резиновыми пулями и гранатами, ранив сотни. Полиция заявила, что протестующие были „очень агрессивными“ и что вода использовалась для того, чтобы потушить несколько пожаров, тогда как протестующие заявили, что пожары — это мирные костры, используемые для поддержания тепла. Ряд видео, размещенных в социальных сетях, показывают, что протестующих поливали непрерывной струёй воды. Первоначально офис шерифа округа Мортон говорил, что вода использовалась только для тушения пожаров, но на следующий день, шериф Кирхмейер исправить свое заявление, сказав: „Часть воды была использована для отражения некоторых действий протестующих“ и добавил, что она „распылялась больше как туман и мы не хотели направлять воду прямо на них, но мы хотели чтобы она использовалась в качестве меры обеспечения всеобщей безопасности“
Рука женщины серьезно пострадала от взрыва, который, по утверждению протестующих, была частью шумовой гранаты, но по мнению полиции это могло быть взрывом баллона с пропаном. На пресс-конференции отец жертвы заявил, что его дочь видела, как офицер полиции бросил взрывное устройство непосредственно в нее, когда она отступала. Департамент шерифа округа Мортон отрицает использование шумовых гранат и сообщает, что протестующие в это же время бросали в полицию канистры с пропаном.[88] Правоохранительные органы, включая ФБР и управление по борьбе с незаконным оборотом алкоголя, табака и вооружений расследуют этот инцидент.
В то же время лагерь протестующих сократился до нескольких сотен человек из-за остановки строительных работ и суровой зимней погоды. В декабре 2016 года председатель Стэндинг-Рок Дэйв Аршамбо призвал распустить лагерь из-за погоды и возможного загрязнения реки мусором и отходами во время весеннего наводнения. Он попросил людей очистить площадь и уйти.

## Племя сиу из Стэндинг-Рок против инженерного корпуса сухопутных войск США
27 июля племя сиу из Стэндинг-Рок предъявило иск Инженерному корпусу сухопутных войск США в окружном суде США в округе Колумбия, требуя деклараторного и судебного запрета, чтобы остановить трубопровод. Племя также запросило временного судебного запрета.
9 сентября окружной судья Джеймс Боасберг отклонил ходатайство. Позднее в тот же день, совместное заявление министерств юстиции, армии и внутренних дел, временно остановили проект на федеральных землях, граничащих с или под бассейном озера Оахе. Федеральное правительство США попросило компанию провести „добровольную паузу“ на строительстве вблизи этого района до тех пор, пока не будет проведено дальнейшее исследование по региону, протяженность которого составляет 20 миль (32 км) вокруг озера Оахе. В заключение представитель агентства сказал:
Наконец-то, мы полностью поддерживаем права всех американцев свободно собираться и говорить. В последние дни мы видели, как тысячи демонстрантов мирно собрались при поддержке многих суверенных правительств племен, чтобы осуществить свои права первой поправки и выразить искренние опасения по поводу окружающей среды, исторических и священных мест. Теперь все мы обязаны разработать дальнейшие действия, которые послужат самым широким общественным интересам».
Energy Transfer Partners отклонили просьбу о добровольном прекращении строительства на всех прилегающих частных землях и возобновили строительство в течение 48 часов.
13 сентября председатель и генеральный директор Energy Transfer Partners Келси Уоррен ответил на запрос федерального правительства, заявив, что беспокойство по поводу влияния трубопровода на водообеспечение было «необоснованным». Уоррен сказал, что «многочисленные исследования, проведенные с отделом охраны исторических государственных памятников, не нашли священных предметов вдоль маршрута». Они не указали, что они добровольно прекратят работу над трубопроводом. Уоррен написал, что компания встретится с официальными лицами в Вашингтоне «для того, чтобы понять их позицию и подтвердить наше обязательство привести в эксплуатацию трубопровода Dakota Access».
5 октября судьи федерального апелляционного суда заслушали аргументы о том, следует ли прекратить работу над трубопроводом; вынесение постановления ожидалось в течение нескольких недель. В то время инженерный корпус сухопутных войск еще не принял окончательного решения о том, следует ли предоставлять разрешение для строительства под рекой Миссури. В ходе допроса юрист по трубопроводу заявил, что «если суд разрешит это, компания продолжит строительство до края озера еще до принятия решения по делу, поскольку каждый дополнительный месяц задержки будет стоить компании более 80 млн долларов».

### Инженерный корпус сухопутных войск задерживает решение
14 ноября инженерный корпус сухопутных войск заявили, что им необходимо больше времени для изучения последствий этого плана. В пресс-релизе, они заявили: «Армия установила, что дополнительное обсуждение и анализ оправданны в свете истории отчуждения земель народа великих сиу, важности озера Оахе для племени, наших межправительственных отношений, а также законодательных актов, регулирующих сервитуты через государственную собственность.»
Energy Transfer Partners ответили, критикуя администрацию Обамы за «политическое вмешательство» и заявили, что «дальнейшие задержки в рассмотрения этого дела увеличат затраты на миллионы долларов в месяц, которые невозможно восстановить». Губернатор Северной Дакоты Джек Далримпл раскритиковал решение, заявив, что трубопровод якобы будет безопасным и что решение было «давно просрочено». Крейг Стивенс, пресс-секретарь рабочей группы коалиции объединённых электрических сетей центральной части Америки, назвал объявление корпуса «еще одной попыткой быть при смерти из-за задержки» и сказал, что администрация Обамы «решила еще больше разжечь пламя протеста в результате многочисленного бездействия». Сенатор Северной Дакоты Джон Хувен заявил в своем высказывании, что задержка «только продлит беспорядки в регионе, вызванные протестами и сделает жизнь трудной для всех, кто живет и работает в этом районе.»
Выступая 16 ноября на PBS Newshour, директор компании Energy Transfer Partners Келси Уоррен ответил на вопросы о двух основных проблемах племени, повреждении священных мест и потенциальном загрязнении воды в случае утечки:
Ну, во-первых, я думаю, что сейчас это хорошо известно. Мы вовсе не на одной индейской собственности и не на собственности коренных американцев. Мы на частных землях. Это номер один. Номер два - этот трубопровод, это новая стальная труба. Мы пробуримся под озером Оахе. Он пройдет от 90 до 150 футов (27,5-45,7 м) под поверхностью озера. Это толстостенная труба, кстати, она толще, чем просто обычная труба, которую мы кладем. Также, с каждой стороны озера, есть автоматические клапаны, и если при очень маловероятной ситуации, произошла утечка, наше помещение системы автоматического управления закрывает трубу, инкапсулируя тот маленький участок, который может оказаться в опасности. Так что это просто не произойдет. Номер один, у нас не появится утечек. Я не могу обещать, конечно, но то что никто не садится в самолёты, если думают, что они разобьются. И, номер два, нет никакого способа заражения неочищенной нефтью их водных запасов. Они находятся в 70 милях (110 км) вниз по течению.
4 декабря армия объявила о том, что она не даст повода для прокладывания трубопровода под озером Оахе. Заявление сделал помощник секретаря армии (гражданских объектов) Джо-Эллен Дарси:
Несмотря на то, что мы продолжили обсуждение и обмен новой информацией с племенем из Стэндинг-Рок и Dakota Access, ясно, что многое еще предстоит сделать. Лучший способ завершить эту работу оперативно и ответственно заключается в изучении альтернативных маршрутов для прокладки трубопровода.
Energy Transfer Partners и Sunoco Logistics Partners ответили в тот же день.
Сегодняшняя директива Белого дома к корпусу о дальнейших промедлениях — это лишь последняя серия открытых и транспарентных политических действий администрации, которая отказалась от верховенства закона в пользу того, чтобы поддержать узкий и радикальный политический электорат. Как уже говорилось, ETP и SXL полностью ожидают завершения строительства газопровода без каких-либо дополнительных маршрутов на озере Оахе и вокруг него. Эта администрация сегодня каким-либо образом ничего не сделала для изменения.

## Распоряжение президента Дональда Трампа
24 января 2017 года президент Дональд Трамп подписал исполнительное распоряжение о продвижении строительства трубопровода под «условиями, которые должны быть согласованы». Этот указ ускорил бы проведение экологической экспертизы, которую Трамп назвал «невероятно громоздкой, долгой и с ужасным процессом выдачи разрешений».

## Поддержка
Племена сиу приняли резолюции в поддержку Стэндинг-Рок, в том числе племя сиу из Шайенн-Ривер, племя кроу-крик, племя оглала и племена сиу из Розбада.[21] Племена Оклахома также выразили поддержку движению протеста против трубопровода. В августе главный вождь народа чероки Билл Джон Бейкер сказал: «Как индейский народ, мы имеем право защищать свои земли и защищать свои права на воду. Это наша обязанность следующих семи поколений».
Сенатор Берни Сандерс сказал, что он "присоединится к племени сиу из Стэндинг-Рок и ко многим племенным народам, борющимися с этим опасным трубопроводом. Как трубопровод Keystone XL, против которого я выступал с самого первого дня, нефтепровод Dakota Access для нефти добытой методом гидроразрыва, будет транспортировать один из самых грязных видов топлива на планете. Вне зависимости от решения суда. строительства трубопровода Dakota Access должно быть остановлено. Наша работа, как нации, состоит в том, чтобы разрушить нашу зависимость от ископаемых видов топлива, а не увеличивать нашу зависимости от нефти.
Полевой репортер Джордан Харитон (из младотурок (радикалистов) эксплуатируемых программой «TYT Politics») был одним из самых активных журналистов, участвующих в акциях протеста. Он непосредственно освещал протесты с момента их создания. Он также комментировал недостаточное присутствие журналистов из основных телесетей, таких как CNN и MSNBC.

### Марш солидарности в Денвере
8 сентября около 500 индейцев и других протестующих прошли в Денвере, чтобы продемонстрировать солидарность с американцами из Стэндинг-Рок. Представитель штата Джо Салазар говорил о безопасности трубопроводов и рассказал о недавнем заявлении по безопасности нефтепроводов «Ассоциации нефтяных и газовых компаний штата Колорадо» как «полном лжи».

### Марш солидарности в Сиэтле
16 сентября в Сиэтле прошли митинг и шествие, чтобы продемонстрировать солидарность с племенем сиу из Стэндинг-Рок. Мэр Сиэтла и члены городского совета присоединились к лидерам северо-западных племен из Квинолт, Маках, Ламми, Суквомиш, Тулалип, Свиномиш, Пуйаллап и других, чтобы показать сопротивление трубопроводу. Фаун Шарп, президент индийского народа Квинолт и присоединенных племен северо-западных индейцев, сказал, что, хотя племена «полны решимости победить в этой битве», необходимы «более глубокое изменения». «США должны признать, что у нас есть политическое равенство. Это намного больше, чем конкретный проект инфраструктуры. Это относится к основополагающим отношениям».

### Города, объявившие противостояние трубопроводу
Согласно журналу Grand Forks Herald, 13 октября администрация 19 городов, включая Сент-Луис и Миннеаполис, приняли постановления в поддержку племени Стэндинг-Рок в противостоянии трубопроводу.
В октябре шериф округа Мортон просил полицию из близлежащих районов оказать содействие в урегулировании протестов вблизи трубопровода. Офис шерифа округа Дэйн в Висконсине направил 10 представителей для оказания помощи местной полиции, но они были отозваны через несколько дней из-за возражения со стороны жителей округа Дайн и чиновников округа.

### Просьба президента Обамы придерживаться соглашений
В публичном заявлении от 28 октября вождь Арвола Смотрящая Лошадь, духовный лидер и хранитель священной трубки мира связывающей Лакота/Дакота/Накота народы, ссылался на свою роль в качестве голоса традиционного правительства народа великих сиу и призвал президента Барака Обаму пообщаться «народом с народом, как это указано в наших договорах». Смотрящая Лошадь призвал президента Обаму сдержать свое слово:
Когда вы встретились с нашими людьми на вашей избирательной кампании в Су-Фолс, Южная Дакота, вы заявили, что являетесь законником и понимаете договорные документы. Вы сказали нам, что вы поняли, что наши договоры были нарушены, и вы бы занялись этими нарушениям против наших людей, если бы стали президентом. Это было ваше слово.

### «Национальный день действий»
15 ноября сотни городов провели акции протеста против трубопровода в скоординированном протесте, который организаторы назвали «Национальным днем действий». Сотни протестующих мирно собрались в Чикаго, Лос-Анджелесе, Манхэттене, Денвере и других городах; Были арестованы десятки протестующих, в том числе демонстранты в Мандане, Северная Дакота, где протестующих арестовали после блокирования железной дороги.
Тара Хоуска, директор «Honor the Earth», выступила на митинге в Нью-Йорке, заявив: "Из-за силы социальных сетей и миллионов людей из Стэндинг-Рок армейский корпус собирается пригласить племя для обсуждения своих проблем.[116] Сенатор Берни Сандерс выступил с протестом перед зданием Белого дома. Роберт Кеннеди-младший посетил протестный лагерь и поговорил с протестующими. Он прокомментировал PBS Newshour: «Я думаю, что у них много мужества. Я думаю, они стоят за Америку, они стоят перед лицом запугивания».

### Протесты на день благодарения
День благодарения был представлен как напоминание о напряженных отношениях между правительством США и коренными народами. В праздник 24 ноября несколько тысяч продолжили протестовать против трубопровода; Некоторые предположили, что число протестующих, которое колеблется, удвоилось в тот день. Сотни людей присоединились к протесту в этот день, включая группы из Калифорнии, Орегона, Висконсина, Колорадо, Южной Каролины и Вашингтона.
Протестующие построили плавающий мост на «Черепаший остров», считающийся священным местом, и 400 человек собрались у моста, некоторые перешли, чтобы выполнить молитвенную церемонию.
По мнению некоторых активистов, приток многих новых людей на праздник в честь Дня благодарения вызвал новые проблемы. Некоторые критиковали группу молодёжи, в основном белых людей, за то, что они относились к протесту как к фестивалю типа «Burning Man», принося наркотики и алкоголь, требуя продовольствия и провиантов, а не обеспечивали себя или исполняли непрошенную живую музыку.
Актриса Джейн Фонда была одной в делегации из 50 человек, которые подавали обед в День благодарения в соседнем Мандане, привлекая внимание средств массовой информации. Владельцы бизнесов приехали из штата Массачусетс и Пенсильвания, чтобы подавать пищу протестующим в Стэндинг-Рок.
Протест в день благодарения в Портленде, штат Орегон привлек около 350 человек в сильный дождь.

### Поддержка военных ветеранов
В ноябре группа называемая «Ветеранская поддержка Стэндинг-Рок» сформировалась для участия в ненасильственном вмешательстве для защиты демонстрантов от того, что группа назвала «нападением и запугиванием со стороны милитаризованных полицейских сил». По данным The New York Times, «примерно 2000 ветеранов» указали, что соберутся в резервацию сиу Стэндинг-Рок, чтобы служить «живым щитом» для протестующих. Организаторами этих протестов были отставной сержант полиции Балтимора Майкл А. Вуд-младший и Уэс Кларк-младший, сын бывшего верховного Командующего НАТО и кандидата в президенты 2004 года Уэсли Кларка. Уэс Кларк-младший, является членом младотурок.

## Реакции
В сентябре сенатор Берни Сандерс обратился к толпе, насчитывающей около 3000 членов племени сиу из Стэндинг-Рок и других племенных наций и сторонников на акции протеста за пределами Белого дома. Говоря что «трубопровод угрожает окружающей среде и водным ресурсам и эксплуатирует коренных американцев», он попросил президента Обаму принять меры и провести полный экологический и культурный анализ воздействия проекта, который, по его мнению, убьет трубопровод. После использования Национальной гвардии и вооруженной полиции в беспорядках, чтобы вытащить протестующих из лагеря протеста в октябре, Сандерс снова призвал президента приостановить строительство трубопровода. В письме к президенту, Сандерс в частности, написал: «Меня глубоко огорчает то, что федеральное правительство ставит прибыль нефтяной промышленности выше договоров и суверенных прав коренных американцев. Господин президент, вы взяли смелую и принципиальную позицию против трубопровода Keystone — я прошу вас принять аналогичную позицию в отношении трубопровода Dakota Access».
Утверждая, что проект строительства трубопровода Dakota Access является частью «долгой истории воздействия загрязнения окружающей среды на наиболее экономически и политически обездоленных людей и общин по всей стране», представитель Рауль Грильялва, занимающий видное положение демократа в Комитете по природным ресурсам, 22 сентября попросил инженерный корпус сухопутных войск снять действующие разрешения на строительство трубопровода.
Говоря о том, что «текущие разрешения на проект должны быть приостановлены и все строительство прекращено до тех пор, пока не будет завершена полная экологическая и культурная проверка всего проекта», сенаторы Сандерс, Дайэнн Файнстайн, Эд Марки, Патрик Лихи и Бенджамин Кардин 13 октября призвали президента Барака Обаму распорядится о проведении всесторонней экологической экспертизы проекта трубопровода. Они также просили более четкие консультации с племенами по оспариваемой части маршрута.
Назвав предложенный маршрут трубопровода «самым отвратительным примером экологического расизма, который я видел за долгое время», 26 октября преподобный Джесси Джексон объявил о поддержке движения, сказав: «Племена этой страны пожертвовали много, для того чтобы эта великая страна могла быть построена. С разрушенными обещаниями, украденными и священными оскверненными землями племя сиу из Стэндинг-Рок встало на защиту своего права на чистую воду. Они потеряли землю для поселенцев на ферме, множество земель для золота в Черных горах, а затем еще больше земель для плотины, которая была построена для гидроэнергетики. Когда это прекратится?»
В сентябре Обама обратился к представителям племен, сказав: «Я знаю, что многие из вас собрались всеми племенам и по всей стране, чтобы поддержать сообщество в Стэндинг-Рок. И вместе, вы заставляете услышать себя.» 2 ноября он снова обсудил движение протеста, сказав:
«Мы внимательно следим за этим. Я считаю, что мы можем предоставить священные земли коренных американцев. И я думаю, что сейчас армейский корпус изучает, есть ли пути для перенаправления этого трубопровода. Мы дадим им разобраться еще несколько недель и определим, можно ли разрешить это таким образом, чтобы как я думаю правильно отнестись к традициям первых американцев».
Пресс-секретарь Белого дома сказал, что президент связался с несколькими правительственными агентствами, «которые внимательно изучают процедуры, по которым они следуют, чтобы включить затраты коренных американцев, которые могут пострадать от проектов в области инфраструктуры». В Интервью с Алисией Менендес, сенатор Тим Кейн сказал, что он поддерживает усилия в администрации Обамы, чтобы рассмотреть возможность изменения маршрута трубопровода.
5 ноября исполнительный вице-президент крупнейшего норвежского банка (DNB) Харальд Серк-Ханссен заявил, что банк, инвестировавший в проект более 342 миллионов долларов, рассматривает вопрос о снятии финансирования, если его призывы уважать права коренных народов не будут соблюдены.
В интервью, данном в октябре 2016 года Daily Energy Insider, президент Североамериканских профсоюзов строителей (NABTU) Шон МакГарви, представляющий 3 миллиона членов в 15 профсоюзах в Соединенных Штатах и Канаде, предупредил о последствиях, вызванных противостоянием против проектов трубопроводов нефти и природных газов. «Когда проекты откладываются или отменяются, или не получают одобрения для продолжения, это оказывает огромное влияние на поставщиков, производителей и строителей», — сказал МакГарви. «И это увеличивает стоимость энергии для местного населения, потому что у них нет такого свободного потока, который создает конкуренцию и снижает затраты на энергию для местных домовладельцев».
Юрист из Орегона Лорен Реган подала федеральный иск против ряда правоохранительных органов Северной Дакоты о «потенциально смертельных» действиях против протестующих.
29 ноября 2016 года несколько членов Сената и Палаты представителей США провели взвешивание на протесте. Сенаторы Эл Франкен из Миннесоты и Кори Букер из Нью-Джерси призвали генерального прокурора США Лоретту Линч расследовать тактику сотрудников правоохранительных органов против мирных демонстрантов и направить наблюдателей отслеживать любое насилие в отношении протестующих.[140] Несколько членов палаты также выступили с заявлениями, а представитель Талси Габбард на Гавайях объявила о планах присоединиться к сотням других военных ветеранов в защите протестующих в начале декабря.

## Представление в ООН
20 сентября 2016 г. председатель Стэндинг-Рок Давид Аршамбо II обратился в совет по правам человека ООН в Женеве, Швейцария, где он призвал «все стороны прекратить строительства трубопровода Dakota Access.» Ссылаясь на договор Treaty of Traverse des Sioux 1851 года и договор в Форте Ларами 1868 года, ратифицированные Сенатом США, которые признают национальный суверенитет племени сиу, Аршамбо заявил совету, что «нефтяные компании и правительство Соединенных Штатов не соблюдают наши суверенные права».
22 сентября 2016 года Виктория Таули-Корпус, эксперт ООН по правам коренных народов, предостерегла США, сказав: «Племя было лишено доступа к информации и отстранено от участия в консультациях на стадии планирования проекта, а экологическая экспертиза не раскрыла присутствия и соседства с резервацией племени сиу в Стэндинг-Рок». Она также отреагировала на права протестующих против трубопровода, заявив: «Власти США должны полностью защищать и содействовать праву на свободу мирных собраний коренных народов, которое играет ключевую роль в расширении их возможностей претендовать на другие права.»